# Piotrowice Wielkie
Piotrowice Wielkie – wieś w Polsce położona w województwie lubelskim, w powiecie lubelskim, w gminie Garbów.
W latach 1975–1998 miejscowość położona była w województwie lubelskim.
Wieś stanowi sołectwo gminy Garbów. Według Narodowego Spisu Powszechnego z roku 2011 wieś liczyła 500 mieszkańców.
Wierni Kościoła rzymskokatolickiego należą do parafii Przemienienia Pańskiego w Garbowie.

## Geografia
Miejscowość graniczy z Bogucinem, Leścami, Piotrowicami-Kolonią, Majdanem Krasienińskim (gmina Niemce), Piotrawinem i Józefowem-Pociechą (gmina Jastków).
Na terenie wsi znajduje się źródło rzeki Kurówki.

## Demografia
30 czerwca 2021 roku Piotrowice Wielkie liczyły 518 mieszkańców.

## Zabytki[13]
- Zespół Pałacowo-Parkowy (założony w 1899 r.)
- Zabytkowy wiatrak – holender murowany

## Instytucje i usługi
Na terenie wsi znajdują się:
- Ochotnicza Straż Pożarna (założona w 1956 roku, budynek oddano do użytku w 1990 roku)[11]
- Kaplica pw. św. Apostołów Piotra i Pawła (zbudowana w 1983 r.)[13]
- Oddział Gminnej Biblioteki Publicznej im. Bronisława Pietraka (w budynku pałacu)[14]
- Dwa sklepy spożywczo-przemysłowe "Groszek"[15][16]
- Stacja wodociągowa[17]
- Klub Seniora[18]
- Koło Gospodyń Wiejskich (założone w 1956 roku)[11].

## Komunikacja
Przez miejscowość przebiega linia autobusowa nr 20 MPK Lublin, na której znajduje się przystanek Piotrowice Wielkie.

## Osoby związane z miejscowością
W Piotrowicach Wielkich urodził się Robert Dados (1977-2004), polski żużlowiec, indywidualny mistrz świata juniorów z 1998 roku.